# Bank of Ayudhya
Die Bank of Ayudhya Public Company Limited (Thai: ธนาคารกรุงศรีอยุธยา จำกัด (มหาชน), RTGS: Thanakhan Krung Si Ayutthaya, Aussprache: [tʰánakʰaːn kruŋ sǐː àjútʰája]) ist eine Bank in Thailand. Innerhalb des Landes, und seit ca. 2011 auch international, tritt sie unter dem Kurznamen Krungsri (กรุงศรี) auf. Dieser bedeutet wörtlich „ruhmreiche/glanzvolle (Haupt-)Stadt“ und ist ein Beiname der alten Hauptstadt Ayutthaya. Seit 2013 ist sie mehrheitlich eine Tochtergesellschaft der japanischen Mitsubishi Tōkyō UFJ Ginkō.
Die Bank ist nach den Einlagen die fünftgrößte in Thailand, nach der Bilanzsumme die sechstgrößte. Sie hatte per September 2007 664 Milliarden Baht an Vermögen und 8.417 Angestellte. Sie hat 569 Filialen in Thailand und 3 außerhalb Thailands, in Hongkong, Laos und auf den Cayman-Inseln. 

## Geschichte

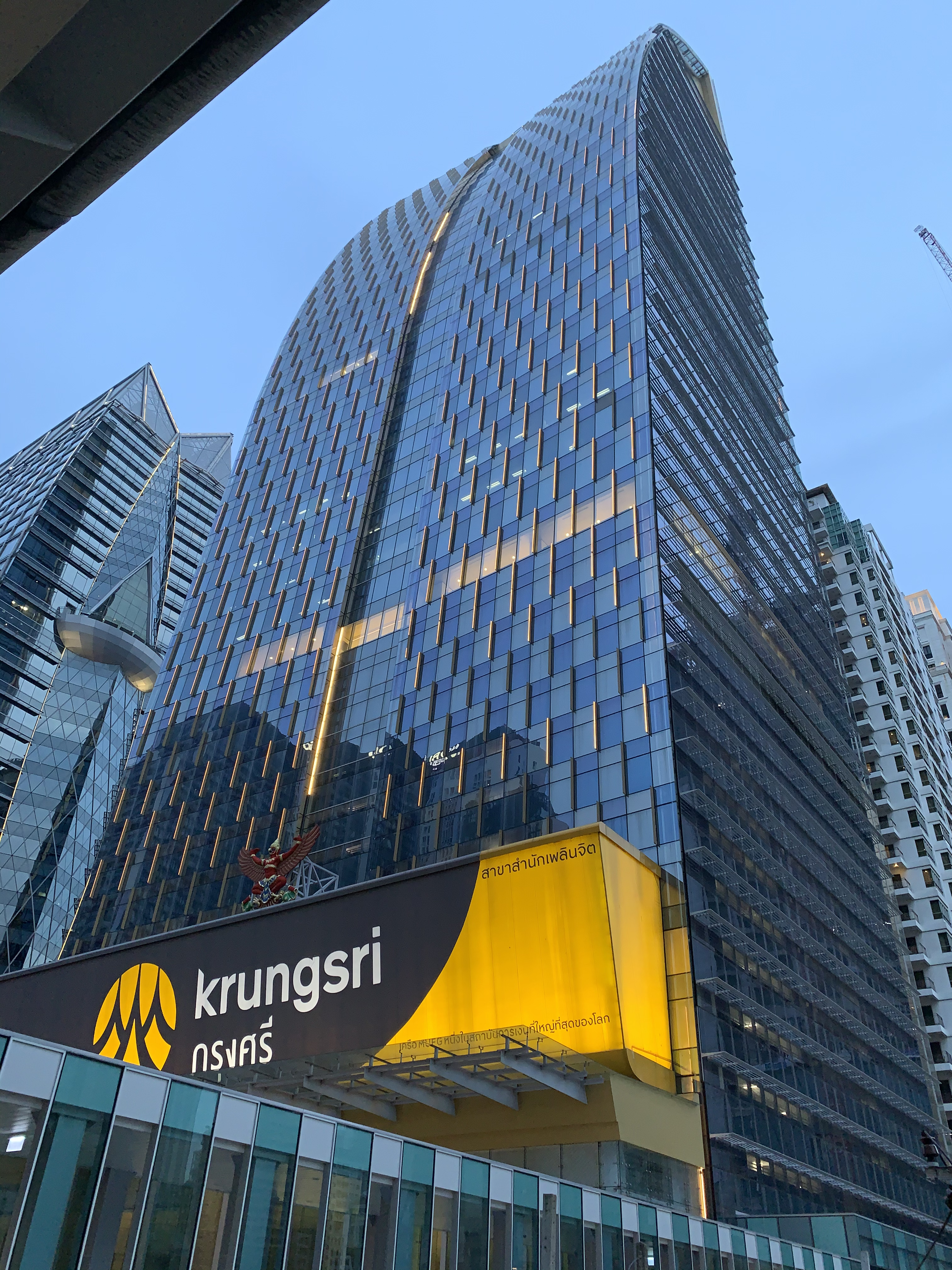
Krungsri Ploenchit Tower an der Thanon Phloen Chit im Bangkoker Stadtbezirk Pathum Wan

Sie wurde 1945 mit einem Kapital von 1 Million Baht in der Provinz Ayutthaya gegründet. Noch im Jahr der Gründung wurde das Hauptquartier der Bank von Ayutthaya nach Bangkok verlegt. 1951 gründete sie ihre Lebensversicherungstochter Ayudhya Life Assurance, die seit einer teilweisen Übernahme durch den deutschen Allianz-Konzern im Jahr 2001 Allianz Ayudhya heißt. 
Seit 1958 ist die Geschichte der Bank eng mit der Familie Ratanarak verbunden, einer einflussreichen chinesischstämmigen Unternehmerfamilie. Chuan Ratanarak (eigentlich Lee Bak Chuan; 1920–1993), der im Alter von 6 Jahren aus China nach Thailand eingewandert und später mit einem Leichterbetrieb reich geworden war, übernahm 1961 die Mehrheitsanteile an der Bank. Er hatte beste Beziehungen zu dem mächtigen General Praphas Charusathien. Chuan erwarb außerdem zeitweise einen größeren Anteil an der Siam City Bank, gründete 1967 Siam City Cement – erster privater Konkurrent zur in Besitz der Krone befindlichen Siam Cement Group – und im selben Jahr den Farbfernsehkanal 7, der mit einer Lizenz des thailändischen Heeres sendet und sich zum meistgesehenen TV-Programm des Landes entwickelt hat. Seit dem 26. September 1977 sind die Aktien der Bank of Ayudhya im SET Index an der Börse von Thailand gelistet. 
1982 übergab Chuan die Führung der Bank an seinen Sohn Krit Ratanarak. Im Jahre 1996 wurde der Sitz an den heutigen Ort in der Rama-III.-Straße im Bangkoker Bezirk Yan Nawa verlegt. Nach mehreren Kapitalerhöhungen betrug das Stammkapital 2003 28,7 Milliarden Baht. 2007 zog sich Krit Ratanarak von allen Positionen bei der Bank zurück. Sein Nachfolger als Vorsitzender des Board of Directors wurde aber sein langjähriger Geschäftsfreund Veraphan Teepsuwan, der zuvor bereits bei den von der Familie Ratanarak kontrollierten Gesellschaften Siam City Cement, Ayudhya Allianz und Ayudhya Insurance tätig gewesen war. Im selben Jahr verkaufte die Familie Ratanarak einen Teil ihrer Anteile an GE Capital, eine Tochter des US-Konzerns General Electric. Diese verkaufte ihre Anteile 2013 wiederum an Mitsubishi Tōkyō UFJ Ginkō (Bank of Tokyo–Mitsubishi), die zur Mitsubishi UFJ Financial Group gehört, welche dadurch Mehrheitsaktionärin wurde.
President und CEO ist seit 2015 der Japaner Noriaki Goto, der von der Muttergesellschaft Bank of Tokyo kam.